# Welling, England
Welling är en ort i Storbritannien.   Den ligger i grevskapet Greater London och riksdelen England, i den sydöstra delen av landet, 17 km öster om huvudstaden London. Welling ligger 47 meter över havet och antalet invånare är 42 500.
Terrängen runt Welling är platt, och sluttar norrut. Runt Welling är det mycket tätbefolkat, med 3 134 invånare per kvadratkilometer. Närmaste större samhälle är City of London, 14,9 km väster om Welling. Runt Welling är det i huvudsak tätbebyggt.